# Bratnia Pomoc im. Gustawa Adolfa
Bratnia Pomoc im. Gustawa Adolfa (BPGA) – organizacja działająca w ramach Kościoła Ewangelicko-Augsburskiego w RP, założona w 1946 roku na wzór niemieckiej Gustav-Adolf-Werk. Zajmuje się zbieraniem środków na utrzymanie, remonty, wznoszenie budowli sakralnych (kościołów, kaplic, domów parafialnych). Funkcjonuje ona na zasadzie samopomocy. Prezesem Zarządu Bratniej Pomocy jest obecnie ks. Daniel Ferek. 

## Patron Organizacji

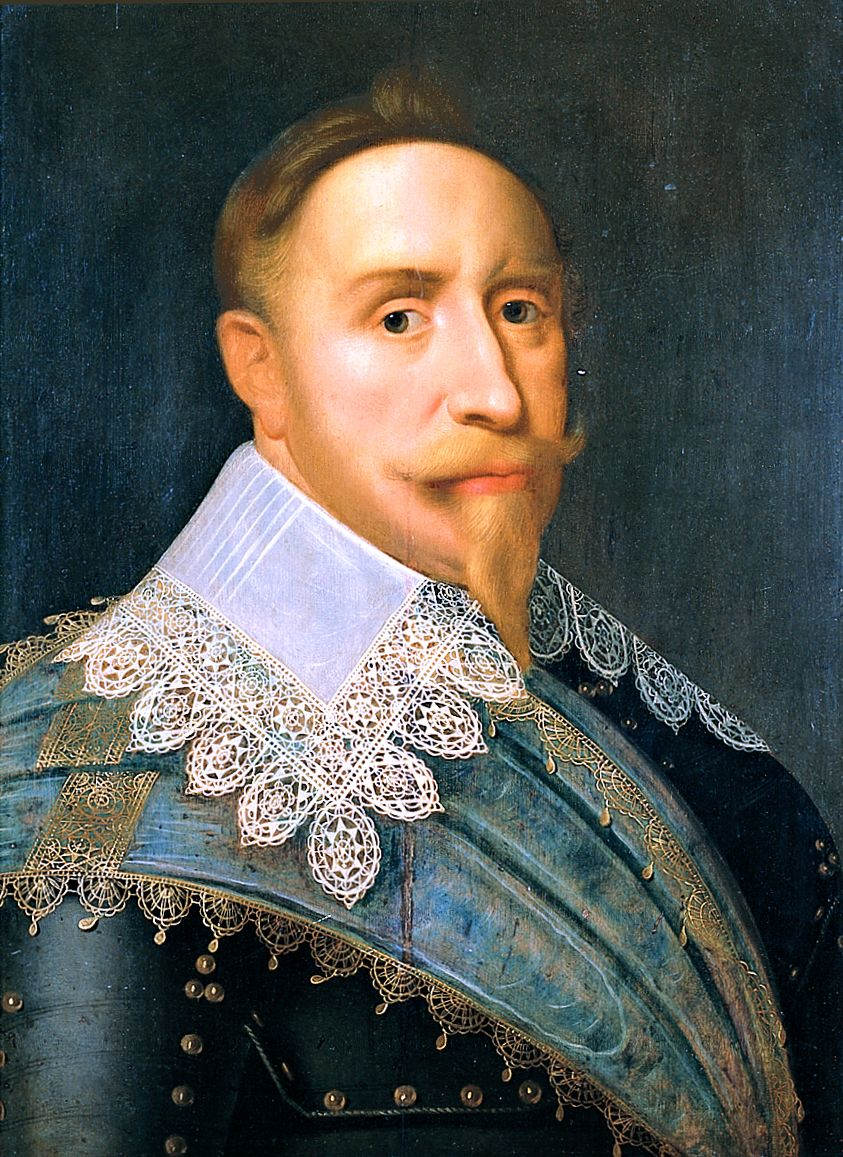
Gustaw II Adolf

Patronem Bratniej Pomocy jest król Szwecji Gustaw II Adolf Waza (1594–1632), brał on udział w wojnie trzydziestoletniej po stronie protestantów niemieckich, odniósł w trakcie jej trwania kilkanaście zwycięstw. Zginął 16 września 1632 roku na polu bitwy pod miasteczkiem Lützen koło Lipska. W 200. rocznicę śmierci króla, ewangelicy wystawili na miejscu jego śmierci pomnik, i wówczas postanowili gromadzić fundusze dla wspomagania diasporycznych parafii, które własnymi siłami nie są w stanie utrzymać swoich miejsc kultu. Tego samego roku powołano do życia Gustav-Adolf-Werk (GAW).

## Gustav-Adolf-Werk
Powołana do życia w 1832 roku protestancka organizacja wspierająca w różny sposób ewangelickie Kościoły mniejszościowe (diasporalne) w Europie, Ameryce Południowej i Azji. Jej naczelnym hasłem jest: „Pomoc do samopomocy” (Hilfe zur Selbsthilfe). Gustav-Adolf-Werk (GAW, po polsku „Dzieło im. Gustawa Adolfa”) ma siedzibę w Lipsku, wspiera rocznie prawie 150 projektów w 40 Kościołach ewangelickich w 35 krajach na trzech kontynentach. W latach 1994–2005 przekazano ewangelickim kościołom diaspory 38 mln euro. Środki te przeznaczane są na budowę lub renowację kościołów, szkół i na różną działalność charytatywną (kuchnie dla biednych, domy opieki dla dzieci i starszych). Dzieci z biednych rodzin oraz studenci teologii mogą otrzymać również stypendia we własnym kraju. Corocznie kilkunastu studentów z różnych krajów otrzymuje także zaproszenie do Lipska, by przez rok pogłębiać swoją wiedzę teologiczną na tamtejszym uniwersytecie.

## Bratnia Pomoc im. Gustawa Adolfa
W Kościele Ewangelicko-Augsburskim w Polsce Bratnia Pomoc im. Gustawa Adolfa działa od 1946 roku. Jednak ewangelickie organizacje pomocowe działały na terenie dzisiejszej Polski już od lat 1842–1845 (Dolny Śląsk, Pomorze, Mazury, Poznańskie), a w austriackiej części Śląska od 1861 roku (Bielsko). BPGA działa według regulaminu, który jest włączony do Zasadniczego Prawa Wewnętrznego Kościoła Ewangelicko-Augsburskiego w RP. Kieruje nią Zarząd, wybierany przez Zebranie Delegatów wybieranych przez wszystkie parafie Kościoła.
Co roku, w okresie od Wielkanocy do Zielonych Świąt, z inicjatywy BPGA we wszystkich parafiach zbierane są ofiary na jej rzecz. Na wniosek Zarządu zebrane środki są rozdzielane pomiędzy parafie, które złożyły wcześniej wnioski o subwencje na cele budowlane i remontowe. Rozdział ten jest zatwierdzany przez Zebranie Delegatów. 
W Polsce Kościół Ewangelicko-Augsburski obchodzi święto BPGA w pierwszy czwartek po święcie Trójcy Świętej (w tym samym dniu Kościół rzymskokatolicki obchodzi święto Bożego Ciała).